# Homosexualität in Gabun

Geografische Lage von Gabun

Homosexualität in Gabun ist gesellschaftlich tabuisiert und wurde im Juni 2019 zunächst für illegal erklärt. Im Juni 2020 wurde diese Gesetzgebung jedoch revidiert.

## Legalität
Von 2000 bis 2019 waren homosexuelle Handlungen in Gabun legal. Das Schutzalter lag einheitlich bei 18 Jahren. Im Juni 2019 wurde von der Weltöffentlichkeit weitgehend unbeachtet ein Gesetz erlassen, das homosexuelle Handlungen mit einer Gefängnisstrafe bis 6 Monate bedrohte. Im Juni 2020 wurde im Unterhaus des Landes ein erster Schritt gesetzt, dieses Gesetz wieder rückgängig zu machen. Am 29. Juni 2020 befürwortete auch der Senat von Gabun die Legalisierung sexueller Handlungen unter Männern bzw. unter Frauen. Präsident Ali-Ben Bongo Ondimba unterzeichnete das Gesetz am 7. Juli 2020.

## Antidiskriminierungsgesetze
Es existiert kein Antidiskriminierungsgesetz in Gabun. Gabun unterzeichnete im Dezember 2008 als einer der wenigen afrikanischen Staaten die UN-Deklaration zum Schutz der sexuellen Orientierung.

## Anerkennung gleichgeschlechtlicher Paare
Eine staatliche Anerkennung von gleichgeschlechtlichen Paaren besteht weder in der Form der Gleichgeschlechtlichen Ehe noch in einer Eingetragenen Partnerschaft.